# Władysław Tajner
Władysław Tajner (ur. 17 września 1935 w Goleszowie, zm. 27 lutego 2012 w Cieszynie) – polski skoczek narciarski, narciarz alpejski, dwukrotny olimpijczyk, trzykrotny mistrz Polski. Czterokrotny rekordzista Wielkiej Krokwi. Brat Leopolda, Alojzego i Jana Tajnerów. Stryj Apoloniusza Tajnera.

## Kariera
Był najmłodszym synem Franciszki i Franciszka Tajnerów. Sportową karierę rozpoczął od narciarstwa alpejskiego. W 1951 roku został mistrzem Polski juniorów w slalomie gigancie. W 1956 na skoczni K-50 w Tatrzańskiej Łomnicy wygrał konkurs o Międzynarodowe Mistrzostwo Polski, w którym występowali zawodnicy z Zakopanego, Śląska Cieszyńskiego i Czechosłowacji.
Przed igrzyskami w 1956 w Cortinie d’Ampezzo władze PZN przeprowadziły eliminacje przedolimpijskie na szwajcarskiej skoczni w Andermatt. Tajner upadł bokiem na zeskok, czego następstwem była długa rehabilitacja. Mimo tego trenerzy postanowili zgłosić go na olimpiadę, gdzie zajął 16. miejsce, po skokach na 74 m i 76,5 m.
W sezonie 1956/1957 zajął dziewiąte miejsce w Turnieju Czterech Skoczni. Najlepsze miejsce (dziesiąte) zajął w Innsbrucku. Wziął udział w IV Międzynarodowym Turnieju Skoków na skoczniach szwajcarskich. Był drugi w Unterwasser. W Arosa na treningu skoczył o trzy metry dalej, niż wynosił ówczesny rekord obiektu. Upadł jednak i nie wystartował w konkursie. Nie doszedł do pełni sprawności, postanowił jednak skakać w Sankt Moritz, gdzie zajął 24. miejsce. W ostatnich zawodach stanął na najniższym stopniu podium. W Gstaad zajął drugie miejsce w zawodach o Puchar Marszałka Montgomery’ego. W marcu w konkursie na skoczni w Planicy skoczył 114 metrów, co przez krótki czas było rekordem Polski w długości skoku. W zawodach był 7. W latach 1956–1958 trzykrotnie został mistrzem Polski.
W 1958 wystąpił na mistrzostwach świata w Lahti, gdzie zajął 22. miejsce. Trzykrotnie zwyciężał także w Pucharze Beskidów na skoczniach w Wiśle i Szczyrku w międzynarodowej obsadzie (lata 1958-60). Rok później w Tauplitz na skoczni Kulm skoczył 110 metrów, jednak miał groźnie wyglądający upadek. Ostatecznie zajął 12. miejsce w konkursie, a upadek nie spowodował poważnych urazów. Pod koniec sezonu 1958/1959 zajął szóste miejsce w konkursie na skoczni w Klingenthal.
W 1960 pojechał na igrzyska do Squaw Valley. Podczas ostatniego treningu w Polsce jego przyjaciel, Zdzisław Hryniewiecki doznał tragicznej kontuzji, co mocno wpłynęło na psychikę Tajnera. Podczas treningu na olimpijskiej skoczni miał ciężki upadek. Pękła mu łąkotka w kolanie. Ostatecznie wystartował. Po pierwszej serii był na jednym z ostatnich miejsc, w drugiej awansował na 31. miejsce. W 1962 roku podczas międzynarodowych zawodów w Ruhpolding zajął drugą lokatę. W 1966 zakończył karierę sportową.

## Po zakończeniu kariery
W 1971 roku wyjechał do Austrii, gdzie podjął pracę w fabryce nart Atomic w Altenmarkt. W 1972 wyjechał do USA, gdzie mieszkał w Carson City przez 17 lat. Pracował w firmie Lift Engineering produkującej wyciągi narciarskie należącej do Jana Kunczyńskiego. Po powrocie do kraju w 1988 zajął się szkoleniem juniorów w klubie Beskid Brenna. Miał dwa obywatelstwa – polskie i amerykańskie. Był żonaty z Polką, Czeszką (mieszkali w Nydku), potem z Polką i Amerykanką baskijskiego pochodzenia. Z drugiego małżeństwa pochodzą dwie córki, mieszkające na stałe w USA.
W Stanach Zjednoczonych wstawiono mu protezę stawu biodrowego. Do śmierci mieszkał w Ustroniu.

## Osiągnięcia

### Igrzyska olimpijskie
| 1956 Cortina d’Ampezzo | – | 16. miejsce |
| 1960 Squaw Valley      | – | 31. miejsce |

#### Starty W. Tajnera naigrzyskach olimpijskich– szczegółowo
| Miejsce | Dzień     | Rok  | Miejscowość       | Skocznia           | Punkt K | Konkurs  | Skok 1 | Skok 2 | Nota      | Strata   | Zwycięzca        |
| ------- | --------- | ---- | ----------------- | ------------------ | ------- | -------- | ------ | ------ | --------- | -------- | ---------------- |
| 16.     | 5 lutego  | 1956 | Cortina d’Ampezzo | Italia K90         | K-90    | indywid. | 74,0 m | 76,5 m | 201,0 pkt | 26,0 pkt | Antti Hyvärinen  |
| 31.     | 28 lutego | 1960 | Squaw Valley      | Papoose Peak Jumps | K-90    | indywid. | 78,5 m | 79,5 m | 188,2 pkt | 39,0 pkt | Helmut Recknagel |

### Mistrzostwa świata w narciarstwie klasycznym
- Indywidualnie

| 1958 Lahti | – | 22. miejsce |

### Turniej Czterech Skoczni
| 4. Turniej Czterech Skoczni  |                        |                        |               |       |
| Oberstdorf                   | Garmisch-Partenkirchen | Innsbruck              | Bischofshofen | klas. |
| -                            | -                      | 26                     | -             | ?     |
| 5. Turniej Czterech Skoczni  |                        |                        |               |       |
| Oberstdorf                   | Innsbruck              | Garmisch-Partenkirchen | Bischofshofen | klas. |
| 15                           | 15                     | 10                     | 20            | 9     |
| 6. Turniej Czterech Skoczni  |                        |                        |               |       |
| Oberstdorf                   | Garmisch-Partenkirchen | Innsbruck              | Bischofshofen | klas. |
| 41                           | 44                     | 16                     | 17            | 30    |
| 10. Turniej Czterech Skoczni |                        |                        |               |       |
| Oberstdorf                   | Innsbruck              | Garmisch-Partenkirchen | Bischofshofen | klas. |
| 26                           | 43                     | 16                     | 35            | 26    |
| 11. Turniej Czterech Skoczni |                        |                        |               |       |
| Oberstdorf                   | Innsbruck              | Garmisch-Partenkirchen | Bischofshofen | klas. |
| 27                           | 42                     | 22                     | 48            | 30    |

### Sukcesy krajowe
- mistrz Polski w skokach: 1956, 1957, 1958[7]
- brązowy medalista MP w skokach: 1959, 1960[7]